# Corrado D'Errico
Corrado D'Errico (Roma, 19 maggio 1902 – Roma, 3 settembre 1941) è stato un regista, critico cinematografico, sceneggiatore, giornalista e drammaturgo italiano.

## Biografia
Iniziò la sua carriera lavorando come giornalista e critico cinematografico nelle redazioni dei quotidiani L'Impero e La Tribuna, dai quali passò successivamente ad un incarico nel Ministero per la Stampa e la Propaganda.
L'esordio nel mondo del cinema fu come assistente di Mario Camerini nel 1928 (Kiff-Tebi) e per lo stesso regista scrisse l'anno successivo il soggetto del film Rotaie.
Il suo primo film da regista è Freccia d'oro, datato 1935 e diretto assieme a Piero Ballerini, dopo il quale girerà altri undici film fino alla morte nel 1941, non riuscendo a completare Il leone di Damasco che verrà ultimato da Enrico Guazzoni.
D'Errico fu anche corrispondente per il cinegiornale LUCE durante la campagna di Etiopia del 1935, dove contrasse una grave malattia tropicale che ne debilitò il fisico. La collaborazione con il LUCE proseguì anche negli anni successivi. Fu anche scrittore di testi teatrali, uno dei quali fu rappresentato da Ettore Petrolini.

## Filmografia

### Regista
- Stramilano (1929) - cortometraggio
- Ritmi di stazione, impressioni di vita n. 1 (1933) - cortometraggio
- La gazza ladra (1934) - cortometraggio
- Freccia d'oro (1935) - co-regia con Piero Ballerini
- Il cammino degli eroi (1936)
- I fratelli Castiglioni (1937)
- Tutta la vita in una notte (1938)
- L'argine (1938)
- Stella del mare (1938)
- Diamanti (1939)
- Processo e morte di Socrate (1939)
- Miseria e nobiltà (1940)
- La compagnia della teppa (1941)
- Capitan Tempesta (1942)
- Il leone di Damasco (1942) - postumo, completato da Enrico Guazzoni

### Sceneggiatore
- Rotaie, regia di Mario Camerini (1930)
- Aledabaran, regia di Alessandro Blasetti (1935)
- I fratelli Castiglioni, regia di Corrado D'Errico (1937)
- Tutta la vita in una notte, regia di Corrado D'Errico (1938)
- Stella del mare, regia di Corrado D'Errico (1938)
- La voce senza volto, regia di Gennaro Righelli (1939)
- Processo e morte di Socrate, regia di Corrado D'Errico (1939)
- Miseria e nobiltà, regia di Corrado D'Errico (1940)